# Timothy B. Schmit
Timothy Bruce Schmit  (ur. 30 października 1947, Oakland, Kalifornia, USA) – amerykański gitarzysta basowy i piosenkarz. Najbardziej znany z występów w amerykańskich grupach countryrockowych Poco i The Eagles. Próbował również kariery solowej, z której najbardziej popularne utwory, to piękna, nastrojowa ballada "So Much In Love" (1982, wykorzystana w młodzieżowym filmie Beztroskie lata w Ridgemont High, (ang. Fast Times at Ridgemont High, reż. Amy Heckerling) i Boys Night Out (1987).

## Dyskografia
Albumy solowe
- 1984 – Playin' It Cool
- 1987 – Timothy B.
- 1990 – Tell Me the Truth
- 2001 – Feed the Fire